# جورج روبرتس (لاعب كرة قدم أمريكية)
جورج روبرتس (بالإنجليزية: George Roberts)‏ هو لاعب كرة قدم أمريكية أمريكي، ولد في 10 يونيو 1955 في لينشبرغ في الولايات المتحدة.

## وصلات خارجية
- جورج روبرتس على موقع مرجع كرة القدم المحترفة.كوم (الإنجليزية)
- جورج روبرتس على موقع JustSportsStats.com (الإنجليزية)